# Scenopinus curtipilosus
Scenopinus curtipilosus är en tvåvingeart som beskrevs av Kelsey 1969. Scenopinus curtipilosus ingår i släktet Scenopinus och familjen fönsterflugor.
Artens utbredningsområde är Egypten. Inga underarter finns listade i Catalogue of Life.